# 롱 테이크
영화 제작에서 롱 테이크(long take)는 필름의 전통적인 편집 속도보다 훨씬 더 길게 지속해서 촬영하는 샷이다. 중요한 카메라 이동과 정교한 연출은 종종 롱테이크의 요소가 되지만 그렇게 필수적인 것은 아니다. "롱 테이크"라는 용어는 카메라와 대상 간 거리를 의미하는, 즉 샷 자체의 시간 길이를 의미하지 않는 롱 샷과는 구별한다. 롱 테이크의 길이는 원래 얼마나 많은 필름이 영화 카메라에 담을 수 있는지에 제한을 받았으나 디지털 비디오의 출현으로 잠재적인 최대 촬영 길이가 상당히 늘어나게 되었다.

## 롱 테이크로 알려진 감독
- 우디 앨런
- 로버트 올트먼[1]
- 폴 토머스 앤더슨[1]
- 웨스 앤더슨
- 로이 안데르손
- 테오 앙겔로풀로스
- 안노 히데아키
- 미켈란젤로 안토니오니[1]
- 존 맬러리 애셔[2]
- 잉마르 베리만
- 윌리엄 피터 블래티
- 누리 빌게 제일란
- 데이미언 셔젤
- 라이언 쿠글러
- 알폰소 쿠아론[1]
- 조지 큐커
- 다르덴 형제
- 브라이언 드 팔마[1]
- 라브 디아스
- 브뤼노 뒤몽[3]
- 개러스 에번스
- 에이블 페라라
- 캐리 후쿠나가
- 장뤼크 고다르
- 데이비드 와크 그리피스
- 미하엘 하네케[4]
- 베르너 헤어초크
- 앨프리드 히치콕
- 허우샤오셴[5]
- 알레한드로 곤살레스 이냐리투
- 스탠리 큐브릭[6]
- 데이비드 린[7][8]
- 세르조 레오네[9]
- 리처드 링클레이터
- 데이비드 린치
- 톰 매카시
- 스티브 매퀸[10]
- 샘 멘데스
- 차이밍량[11]
- 미조구치 겐지
- 가스파 노에
- 루벤 외스틀룬드[12]
- 오즈 야스지로[13]
- 오토 프레민저[14]
- 캐럴 리드
- 장 르누아르[15]
- 자크 리베트[16]
- 니컬러스 로그
- 마틴 스코세이지[1]
- M. 나이트 샤말란[17]
- 잭 스나이더[18]
- 알렉산드르 소쿠로프[19]
- 스티븐 스필버그[20]
- 쿠엔틴 타란티노
- 안드레이 타르콥스키[21]
- 터르 벨러[22]
- 빌리 밥 손턴
- 두기봉
- 프랑수아 트뤼포
- 구스 반 산트
- 장 비고
- 루키노 비스콘티
- 아피찻퐁 위라세타쿤[23]
- 피터 위어
- 오손 웰스[1]
- 제임스 웨일
- 조스 휘던[24]
- 조 라이트[1]
- 로버트 저메키스
- 자장커[25]

## 같이 보기
- 디지털 시네마토그래피
- 디지털 시네마

## 참고 문헌
- A History of Narrative Film by David Cook (ISBN 0-393-97868-0)